# Dorte Ekner
Dorte Ekner (9 novembre 1956) è un'ex tennista danese.

## Carriera
Nei tornei del Grande Slam ha ottenuto il suo miglior risultato raggiungendo i quarti di finale nel singolare agli Australian Open nel 1978.
In Fed Cup ha giocato un totale di 26 partite, ottenendo 9 vittorie e 17 sconfitte.